# Замыкая круг
«Замыкая круг» —  песня, написанная Крисом Кельми (музыка) и Маргаритой Пушкиной (слова). В 1987 году песня была записана «хором» известных советских рок-, фолк- и поп-музыкантов; на песню был снят клип. Существует 4 юбилейных исполнения песни — 10 (1997 год), 20 (2007 год), 25 (2012 год) и 30 (2017 год) лет спустя. Также песню исполнили участники шоу «Народный артист» (в 2010 году), «Голос» (в 2014 году) и всероссийский проект Тимура Ведерникова «Музыка вместе» (в 2020 году).

## История

### Первая (альбомная) версия 1987 года
Первоначальная версия песни в 1986 году была записана для одноимённого альбома группы «Рок-Ателье», выпущенного фирмой «Мелодия» (С60 25775 000) в 1987 году. Также была записана инструментальная версия трека для программы «Ритмическая гимнастика».

### Телеверсия 1987 года
В конце 1987 года был снята телевизионная версия песни. В работе над ней приняли участие многие известные тогда рок-музыканты и исполнители. Результат был показан в эфире Центрального телевидения СССР в Новогоднюю ночь 1988 года.
Порядок исполнения песни артистами:
1. Крис Кельми
2. Александр Градский
3. Юрий Горьков
4. Константин Никольский
5. Александр Ситковецкий
6. Виталий Дубинин
7. Сергей Минаев
8. Ованес Мелик-Пашаев
9. Андрей Макаревич
10. Александр Монин
11. Григорий Безуглый
12. Евгений Маргулис
13. Марина Капуро
14. Павел Смеян
15. Жанна Агузарова
16. Анатолий Алёшин
17. Андрей Давидян
18. Валерий Сюткин
19. Юрий Давыдов
20. Александр Иванов
21. Александр Кутиков
22. Дмитрий Варшавский
23. Артур Беркут

Как отзывалась Марина Капуро о съёмке 1987 года, для записи собрались «лучшие вокалисты страны».
В 1988 году эта версия вошла заключительным треком в сборник «Рок в борьбе за мир» (С60 27115-6), выпущенный фирмой «Мелодия». В качестве исполнителей был указаны «Рок-Ателье» Криса Кельми и «группа ведущих советских рок-музыкантов».

### 10 лет спустя
В 1997 году в Программе «А» вышел ремейк песни с участием Криса Кельми, Константина Никольского, Александра Иванова, Андрея Макаревича, Александра Монина, Сергея Крылова, Павла Смеяна, Андрея Давидяна, Жанны Агузаровой, Евгения Маргулиса, Александра Кутикова, Дмитрия Варшавского, Артура Беркута, Маши Кац и др.

### 20 лет спустя
В 2007 году Крис Кельми собрал некоторых из исполнителей клипа 1987 года (Марину Капуро, Жанну Агузарову, Александра Градского, Валерия Сюткина, Евгения Маргулиса, Александра Кутикова) и записал новую редакцию, к двадцатилетию события, в эфире программы НТВ «Главный герой». Кроме них песню исполняли Сергей Мазаев, Дмитрий Маликов, а также Вадим Такменёв и журналисты программы.

### Другие исполнения
27 мая 2005 года на состоявшемся в ГЦКЗ «Россия» концерте, посвящённом пятидесятилетию Криса Кельми, песня была исполнена гостями представления. В 2012 году эта запись была показана в рамках фестиваля «Музыка времени».
В 2010 года песня была исполнена Крисом Кельми и участниками шоу «Народный артист».
В 2014 песня была исполнена участниками шоу «Голос».
В 2005 году серия концертов Криса Кельми по России также получила название «Замыкая круг».

## Редакции
- № 1 — 1987 — «Рок-Ателье Криса Кельми: Замыкая круг» («Мелодия», LP, С60 25775 000);
- № 2 — 1988 — «Рок в борьбе за мир» («Мелодия», LP, С60-27115-6).

## Пародии
- В 1998 году к Международному женскому дню коллективом воронежского отделения Русского радио была снята пародия под названием «Не снимая брюк», в клипе участвовал будущий участник проекта «Фабрика звёзд» Михаил Гребенщиков[7]
- 23 февраля 2003 в программе Кремлевский концерт исполнили пародию на песню Замыкая круг в стиле музыкального клипа песни We Are The World. Политики Геннадий Зюганов, Владимир Жириновский и Геннадий Селезнев были спародированы и пели песню про войну в Ираке.[8]
- 19 сентября 2008 года в передаче «Большая разница» была показана пародия на клип «Замыкая круг», в которой пародист Владимир Кисаров один показал пародию в образах известных певцов и музыкантов: Александра Серова, Димы Билана, Сосо Павлиашвили, Ильи Лагутенко, Льва Лещенко, Андрея Макаревича, Александра Градского, Владимира Преснякова, Людмилы Гурченко, Валерия Леонтьева, Бориса Гребенщикова и Николая Баскова[9].
- В 2008 году на бенефисе команды КВН «Парни из Баку» Гарик Мартиросян предложил пародийный сценарий для нового клипа на песню «Замыкая круг», в котором бы приняли участие Валерий Леонтьев, Бьянка, Тимати, Децл и другие[10].
- В 2009 году в конце 41-го, новогоднего выпуска скетч-шоу «Даёшь молодёжь!» текст песни был переделан в новогодний.[11]
- 31 октября 2010 года в «Большой разнице» была исполнена ещё одна песня под эту мелодию в пародии на церемонию вручения премии «Шансон года»: пародисты исполняли в образах Стаса Михайлова, Михаила Шуфутинского и членов группы «Бутырка».
- В одном из выпусков программы «Петросян-шоу» пародисты Василий Динов, Алексей Егоров, Михаил Белов, Валерий Баринов и Герман Леви представили ещё одну новогоднюю пародию — как бы эту песню исполнили Михаил Боярский, Никита Джигурда, Филипп Киркоров, Олег Газманов и другие[12].